# Julidochromis
Genre
Les poissons du genre Julidochromis comportent cinq espèces de Cichlidae endémiques du lac Tanganyika.
Chacune de ces espèces possède plusieurs variétés géographiques que l'on rencontre sur tout le pourtour du lac.

## Liste des espèces
Selon FishBase (25 janv. 2017) :
- Julidochromis dickfeldi Staeck, 1975
- Julidochromis marlieri Poll, 1956
- Julidochromis ornatus Boulenger, 1898
- Julidochromis regani Poll, 1942
- Julidochromis transcriptus Matthes, 1959

Une nouvelle espèce aurait été découverte : Julidochromis marksmithi Burgess, 2014